# Kigazo (vattendrag i Gitega)
Kigazo är ett vattendrag i Burundi.   Det ligger i provinsen Gitega, i den centrala delen av landet, 50 kilometer öster om huvudstaden Bujumbura.
Omgivningarna runt Kigazo är en mosaik av jordbruksmark och naturlig växtlighet. Runt Kigazo är det tätbefolkat, med 411 invånare per kvadratkilometer.